# Kod rabatowy
Kod rabatowy – ciąg liter, cyfr i/lub znaków, który upoważnia do nabycia produktu lub usługi na specjalnych warunkach. Kody rabatowe są jedną ze strategii promocji sprzedaży. Wykorzystuje się je w handlu w celu zdobycia nowych klientów, aktywizacji istniejących klientów, zwiększenia wartości zamówień oraz promocji określonych produktów. Kody rabatowe mają charakter marketingowy promując dane produkty lub markę oferując dodatkowy zysk dla potencjalnego klienta.
Wyrazami synonimicznymi są „kupon rabatowy”, „kod kuponu” oraz „kod promocyjny”.

## Zastosowanie
Kody rabatowe stosuje się w sklepach internetowych, aplikacjach mobilnych oraz w handlu tradycyjnym (jako hasła słowne bądź za pomocą okazania aplikacji). Uważa się, że wraz ze wzrostem popularności zakupów przez internet, zaczęły one zastępować drukowane gazetki promocyjne.

## Rodzaje przyznawanych rabatów
Najpopularniejszymi rodzajami rabatów, których udziela się klientom z kodami rabatowymi, są:
- zniżka wyrażona procentowo,
- zniżka na określoną kwotę pieniężną,
- gratis do zamówienia,
- darmowa dostawa (przy zakupach internetowych bądź stacjonarnych z wysyłką do miejsca docelowego).
- dodatkowe środki przy kolejnych zakupach,

## Rodzaje kodów rabatowych
Jednorazowy kod – unikalny ciąg symboli przypisany konkretnemu klientowi.
Kod wielokrotnego użytku – kod, który można wykorzystać ograniczoną lub nieograniczoną liczbę razy.